# Psidium fulvum
Psidium fulvum là một loài thực vật có hoa trong Họ Đào kim nương. Loài này được McVaugh miêu tả khoa học đầu tiên năm 1956.